# Пойнт Смелли

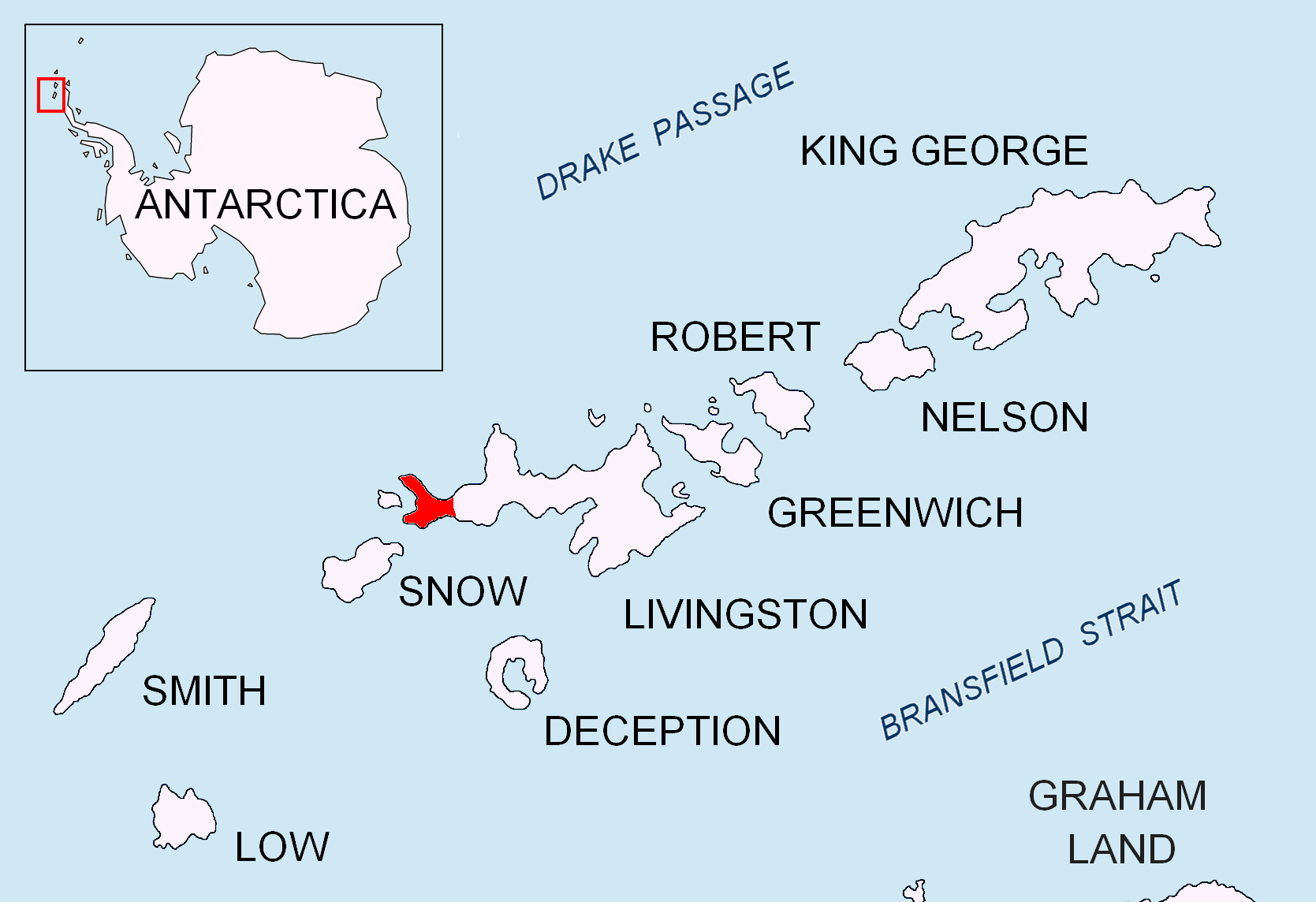
Расположение полуострова Байерс на Южных Шетландских островах

Пойнт Смелли — мыс в заливе Осогово на полуострове Байерс острова Ливингстон на Южных Шетландских островах в Антарктиде.
Расположен в 7,7 км к юго-юго-востоку от Старт Пойнт; в 3,89 км к юго-западу от Честер-конуса; в 3,98 км к северо-западу от мыса Никополь Поинт; в 2,63 км к северо-северо-востоку от Девилс Пойнт и 2,86 км к юго-востоку от Радев Поинт острова Руггед (британское картографирование в 1968 года, испанское картографирование 1992 года и болгарское картографирование 2005 и 2009 годов).
Преобладающая возвышенность этого мыса — холм Смелли (Smellie Hill, высота 46 м).